# Jerome Opoku
Jerome Osei Opoku (Lambeth, 14 ottobre 1998) è un calciatore ghanese con cittadinanza britannica, difensore dell'İstanbul Başakşehir.

## Carriera

### Club
Prodotto delle giovanili del Fulham, il 2 settembre 2019 viene prestato all'Accrington Stanley, in League One. Il 25 settembre 2020 passa in prestito al Plymouth, sempre in League One. Il 30 luglio 2021 viene ceduto a titolo temporaneo ai danesi del Vejle, militanti in Superligaen. Con la squadra danese totalizza 26 presenze tra campionato e coppa, senza tuttavia a riuscire ad evitare la retrocessione dopo i play-out.
Il 24 giugno 2022 viene acquistato a titolo definitivo dai portoghesi dell'Arouca. Esordisce nella Primeira Liga il 5 agosto successivo, nell'incontro perso per 4-0 sul campo del Benfica.

### Nazionale
Il 17 ottobre 2023 esordisce con il Ghana nell'amichevole persa 4-0 contro gli Stati Uniti.
Il 26 marzo 2024 realizza il suo primo gol per la selezione ghanese nell'amichevole pareggiata 2-2 contro l'Uganda.

## Statistiche

### Presenze e reti nei club
Statistiche aggiornate al 26 maggio 2024.
| Stagione        | Squadra             | Campionato      | Campionato | Campionato | Coppe nazionali | Coppe nazionali | Coppe nazionali | Coppe continentali | Coppe continentali | Coppe continentali | Altre coppe | Altre coppe | Altre coppe | Totale | Totale |
| Stagione        | Squadra             | Comp            | Pres       | Reti       | Comp            | Pres            | Reti            | Comp               | Pres               | Reti               | Comp        | Pres        | Reti        | Pres   | Reti   |
| --------------- | ------------------- | --------------- | ---------- | ---------- | --------------- | --------------- | --------------- | ------------------ | ------------------ | ------------------ | ----------- | ----------- | ----------- | ------ | ------ |
| 2019-2020       | Accrington Stanley  | FL1             | 21         | 0          | FACup+CdL       | 1+0             | 0               |                    | -                  | -                  | FLT         | 3           | 0           | 25     | 0      |
| 2020-2021       | Plymouth            | FL1             | 33         | 1          | FACup+CdL       | 4+0             | 0               |                    | -                  | -                  | FLT         | 1           | 0           | 38     | 1      |
| 2021-2022       | Vejle               | SL              | 12+8       | 0          | CD              | 6               | 0               |                    | -                  | -                  |             | -           | -           | 26     | 0      |
| 2022-2023       | Arouca              | PL              | 24         | 0          | CP+CdL          | 2+3             | 0+1             |                    | -                  | -                  |             | -           | -           | 29     | 1      |
| ago.-sett. 2023 | Arouca              | PL              | 2          | 0          | CP+CdL          | 0               | 0               | UECL               | 2                  | 0                  |             | -           | -           | 4      | 0      |
| Totale Arouca   | Totale Arouca       | Totale Arouca   | 26         | 0          |                 | 5               | 1               |                    | 2                  | 0                  |             | -           | -           | 33     | 1      |
| sett. 2023-2024 | İstanbul Başakşehir | SL              | 28         | 4          | CT              | 4               | 0               |                    | -                  | -                  |             | -           | -           | 32     | 4      |
| Totale carriera | Totale carriera     | Totale carriera | 128        | 5          |                 | 20              | 1               |                    | 2                  | 0                  |             | 4           | 0           | 154    | 6      |

### Cronologia presenze e reti in nazionale
| Cronologia completa delle presenze e delle reti in nazionale ― Ghana | Cronologia completa delle presenze e delle reti in nazionale ― Ghana | Cronologia completa delle presenze e delle reti in nazionale ― Ghana | Cronologia completa delle presenze e delle reti in nazionale ― Ghana | Cronologia completa delle presenze e delle reti in nazionale ― Ghana | Cronologia completa delle presenze e delle reti in nazionale ― Ghana | Cronologia completa delle presenze e delle reti in nazionale ― Ghana | Cronologia completa delle presenze e delle reti in nazionale ― Ghana |
| Data                                                                 | Città                                                                | In casa                                                              | Risultato                                                            | Ospiti                                                               | Competizione                                                         | Reti                                                                 | Note                                                                 |
| -------------------------------------------------------------------- | -------------------------------------------------------------------- | -------------------------------------------------------------------- | -------------------------------------------------------------------- | -------------------------------------------------------------------- | -------------------------------------------------------------------- | -------------------------------------------------------------------- | -------------------------------------------------------------------- |
| 17-10-2023                                                           | Nashville                                                            | Stati Uniti                                                          | 4 – 0                                                                | Ghana                                                                | Amichevole                                                           | -                                                                    |                                                                      |
| 22-3-2024                                                            | Marrakech                                                            | Ghana                                                                | 1 – 2                                                                | Nigeria                                                              | Amichevole                                                           | -                                                                    | 56’                                                                  |
| 26-3-2024                                                            | Marrakech                                                            | Uganda                                                               | 2 – 2                                                                | Ghana                                                                | Amichevole                                                           | 1                                                                    |                                                                      |
| 21-3-2025                                                            | Accra                                                                | Ghana                                                                | 5 – 0                                                                | Ciad                                                                 | Qual. Mondiali 2026                                                  | -                                                                    | 80’                                                                  |
| 24-3-2025                                                            | Al Hoceima                                                           | Madagascar                                                           | 0 – 3                                                                | Ghana                                                                | Qual. Mondiali 2026                                                  | -                                                                    | 83’                                                                  |
| Totale                                                               |                                                                      | Presenze                                                             | 5                                                                    |                                                                      | Reti                                                                 | 1                                                                    |                                                                      |